# Josef Grünfarb
Josef Grünfarb, född 27 augusti 1920, död 25 oktober 2007, var en svensk violinist.
Grünfarb studerade violin för fadern Moschko Grünfarb, för Carl von Garaguly och vid Kungliga Musikaliska Akademiens konservatorium i Stockholm. Senare fick han som Jenny Lind-stipendiat möjlighet att studera för Tibor Varga i London.
Grünfarb debuterade redan som tolvåring som solist tillsammans med Stockholms filharmoniska orkester, där han senare skulle verka som förstaviolinist och konsertmästare under åren 1943–1961. Därefter var han konsertmästare i bland annat Radiosymfonikerna och Hovkapellet. Grünfarb började som ordinarie lärare på Kungliga musikhögskolan 1965, och blev professor 1976. Josef Grünfarb var även med och grundade Grünfarb-kvartetten, vars primarie han var under hela dess långa existens.

## Priser och utmärkelser
- 1967 – Ledamot nr 731 av Kungliga Musikaliska Akademien
- 1983 - Litteris et Artibus
- 1997 – Medaljen för tonkonstens främjande

Kungliga Hovkapellet